# Clé bénarde
Une clé bénarde est une clef à tige pleine permettant d'actionner une serrure disposant d'un verrou s'actionnant des deux côtés.

## Historique
Les termes bénard ou bénarde proviennent de Bernard. 